# 219
Правління імператора Геліогабала в Римській імперії. У Китаї триває криза династії Хань, найбільшою державою на території Індії є Кушанська імперія, у Персії доживає останні роки Парфянське царство.
На території лісостепової України Черняхівська культура. У Північному Причорномор'ї готи й сармати.

## Події
- 15-річного імператора Геліогабала ініціюють у служіння фригійським богам Кібелі та Аттісу.
- Геліогабал одружується з Юлією Паулою.
- Командувачі III галлійського і IV скіфського легіонів проголошують себе імператорами. Бунтівники страчені, легіони розпущено.

## Померли
- Гуань Юй
- Сяхоу Юань
- Чжан Чжунцзин